# Старий Литвинів
Стари́й Литви́нів — село в Україні, у Підгаєцькій міській громаді, Тернопільського району Тернопільської області. Розташоване на південному заході району. До 2020 року було підпорядковане Литвинівській сільській раді. До 1990 року належало до Бережанського району. 
Населення становить 59 осіб (2007).

## Історія
Село (поселення) було власністю шляхтичів Бучацьких гербу Абданк, зокрема, Яна (Івана) Бучацького, який почав підписуватись, зокрема, Ян з Литвинова, або Ян Литвинівський.
Наступна писемна згадка — 1476 р. Після Яна Бучацького дідичами були його діти:
- Ян, який 2 травня 1476 року разом з Яном Скарбеком з Саранчуків грамотою надали фундуш для костелу в містечку
- донька Анна — дружина каштеляна белзького Дерслава з Угнева[1][2]

Діяли філії товариств «Просвіта», «Сільський господар», «Рідна школа», а також кооператив. 
Від вересня 1939 року село — під радянською окупацією. 
Від 5 липня 1941 р. до 21 липня 1944 р. — під нацистською окупацією. 
У селі народився учасник національно-визвольних змагань Михайло Скасків («Гарт»; 1914–1944).
12 червня 2020 року, відповідно до розпорядження Кабінету Міністрів України № 724-р «Про визначення адміністративних центрів та затвердження територій територіальних громад Тернопільської області» увійшло до складу Підгаєцької міської громади.
19 липня 2020 року, в результаті адміністративно-територіальної реформи та ліквідації Підгаєцького району, село увійшло до складу Тернопільського району.

## Пам'ятки
Ботанічна пам'ятка природи місцевого значення Тростянецька бучина.

## Галерея

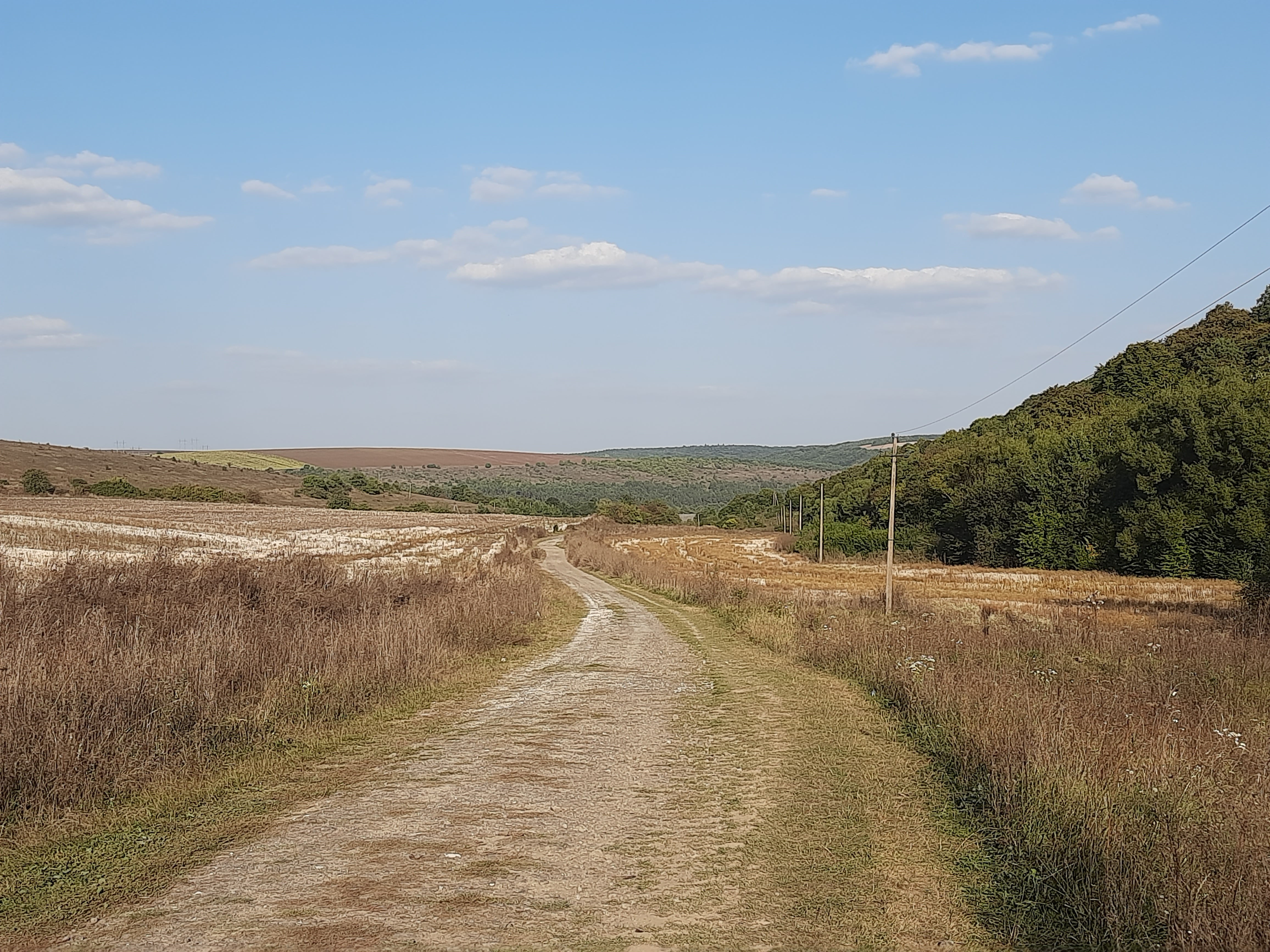
Дорога на село
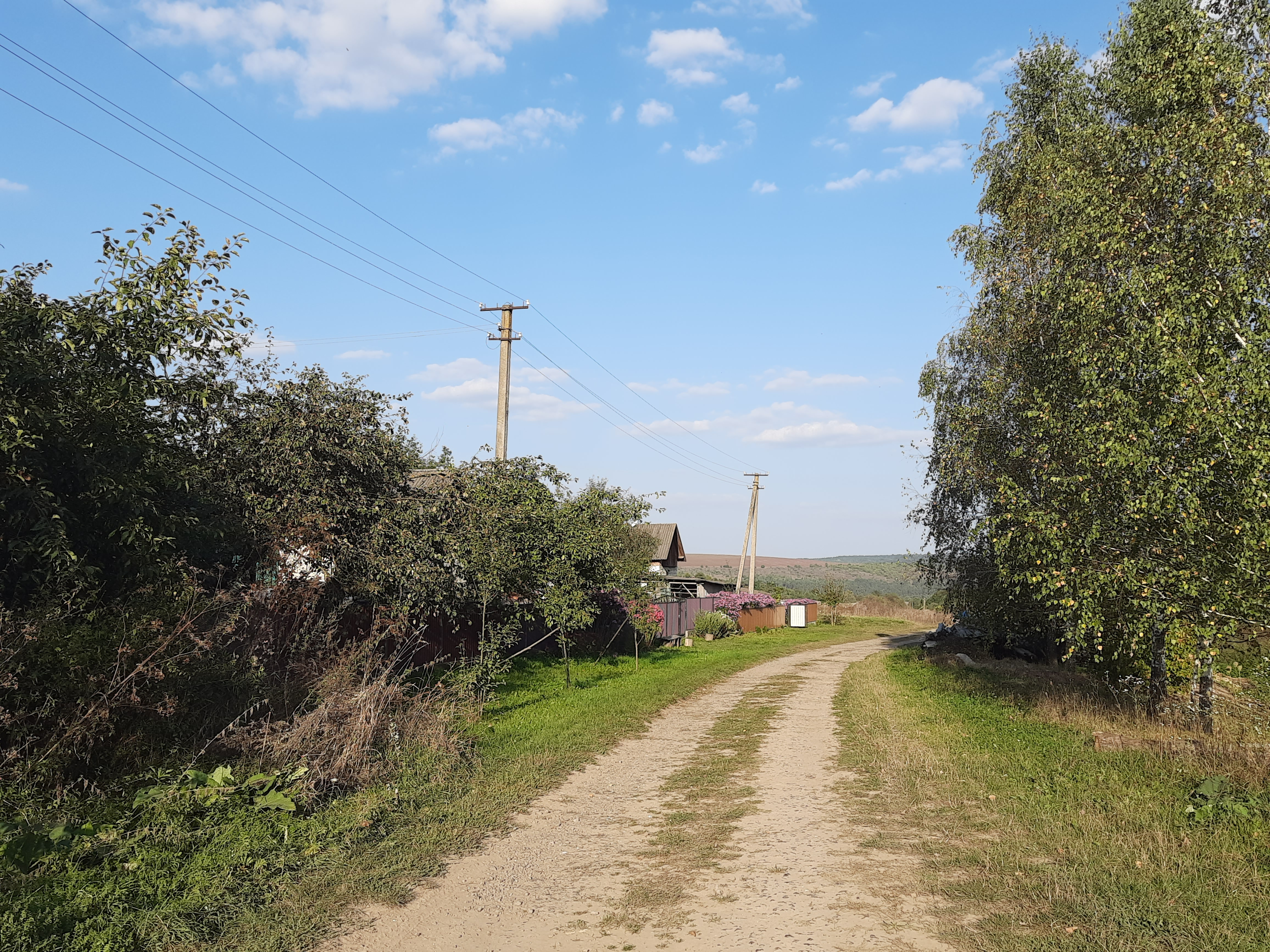
Сільська вулиця
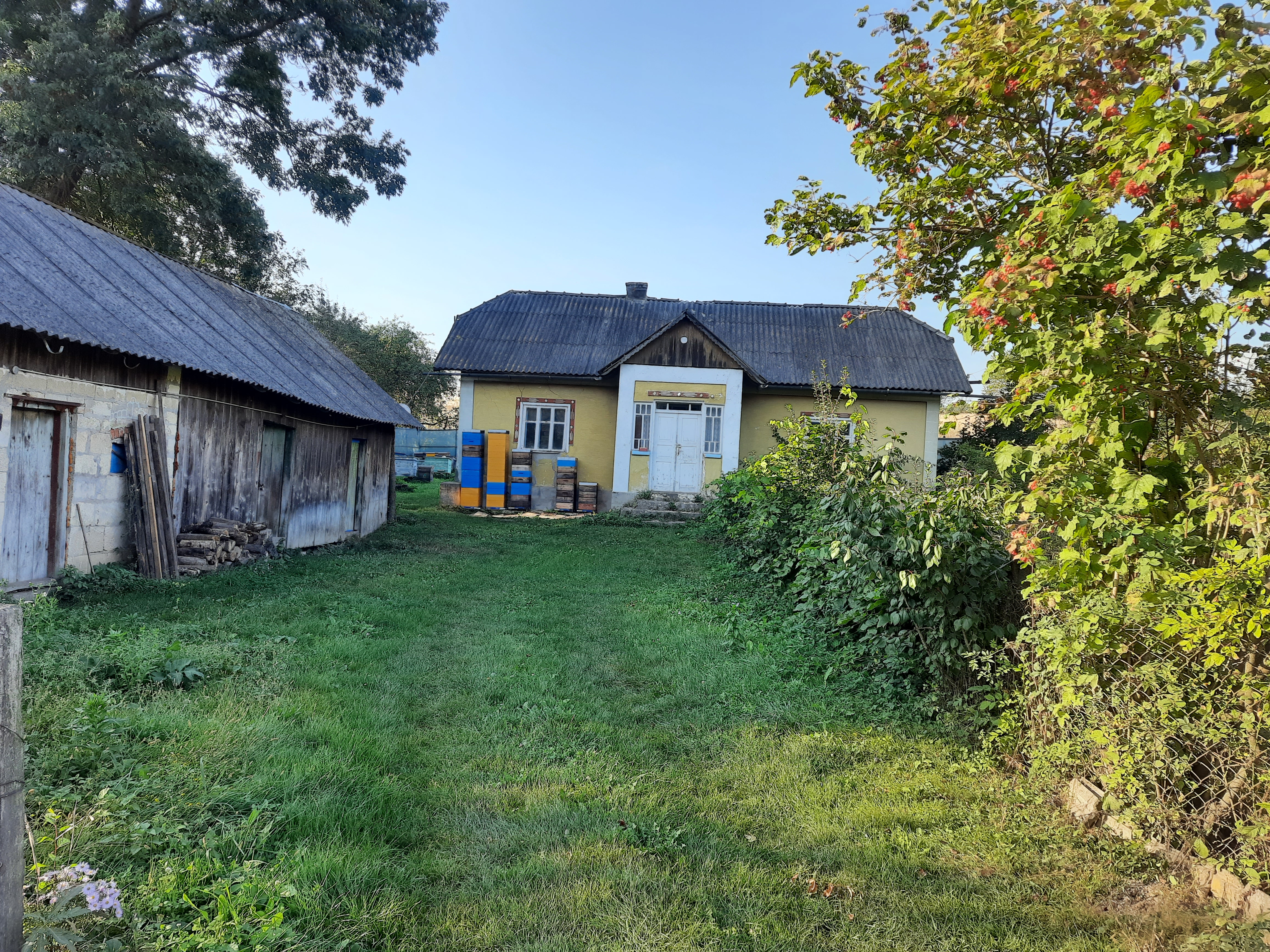
Сільська оселя
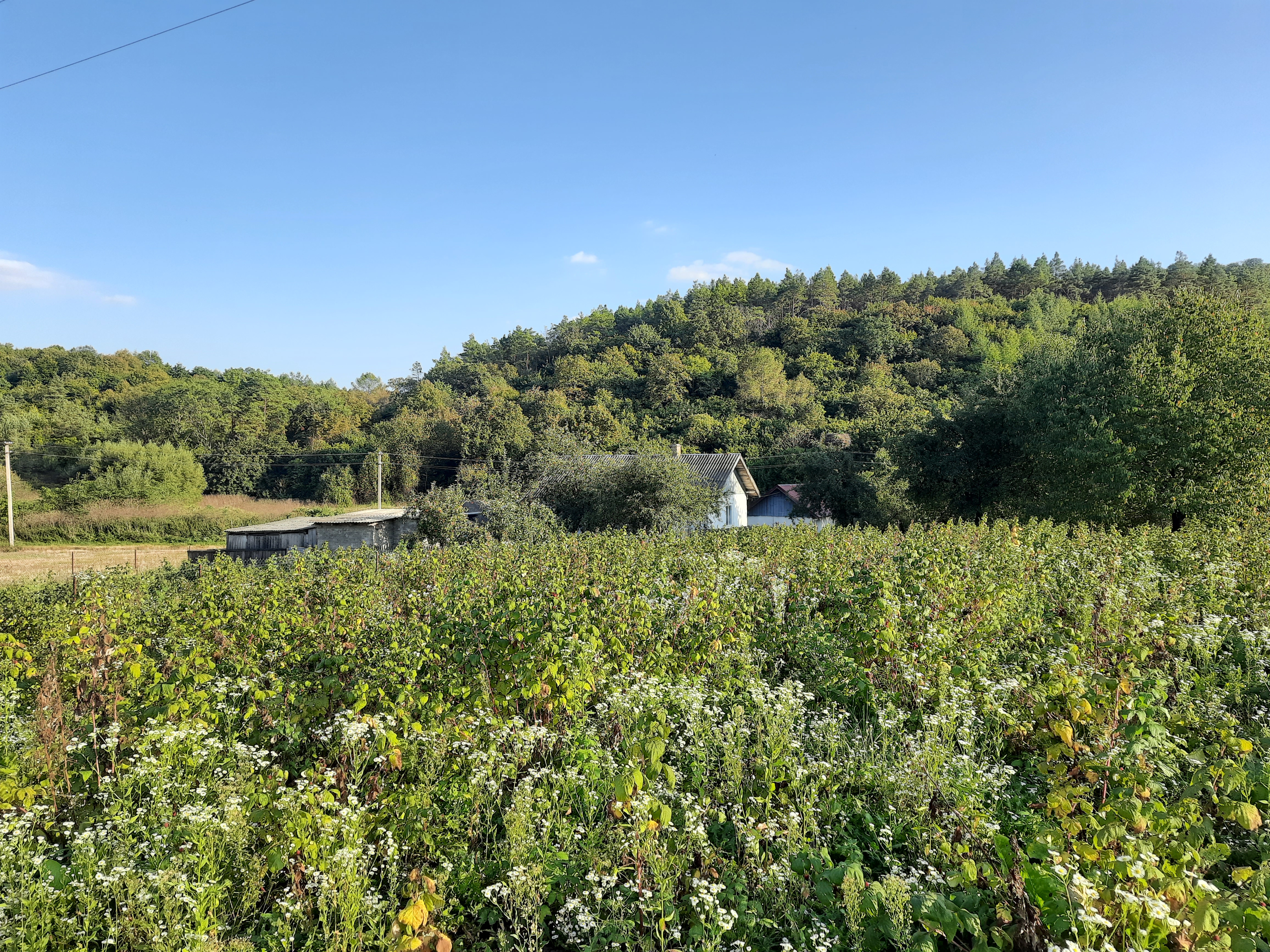
Сільський пейзаж
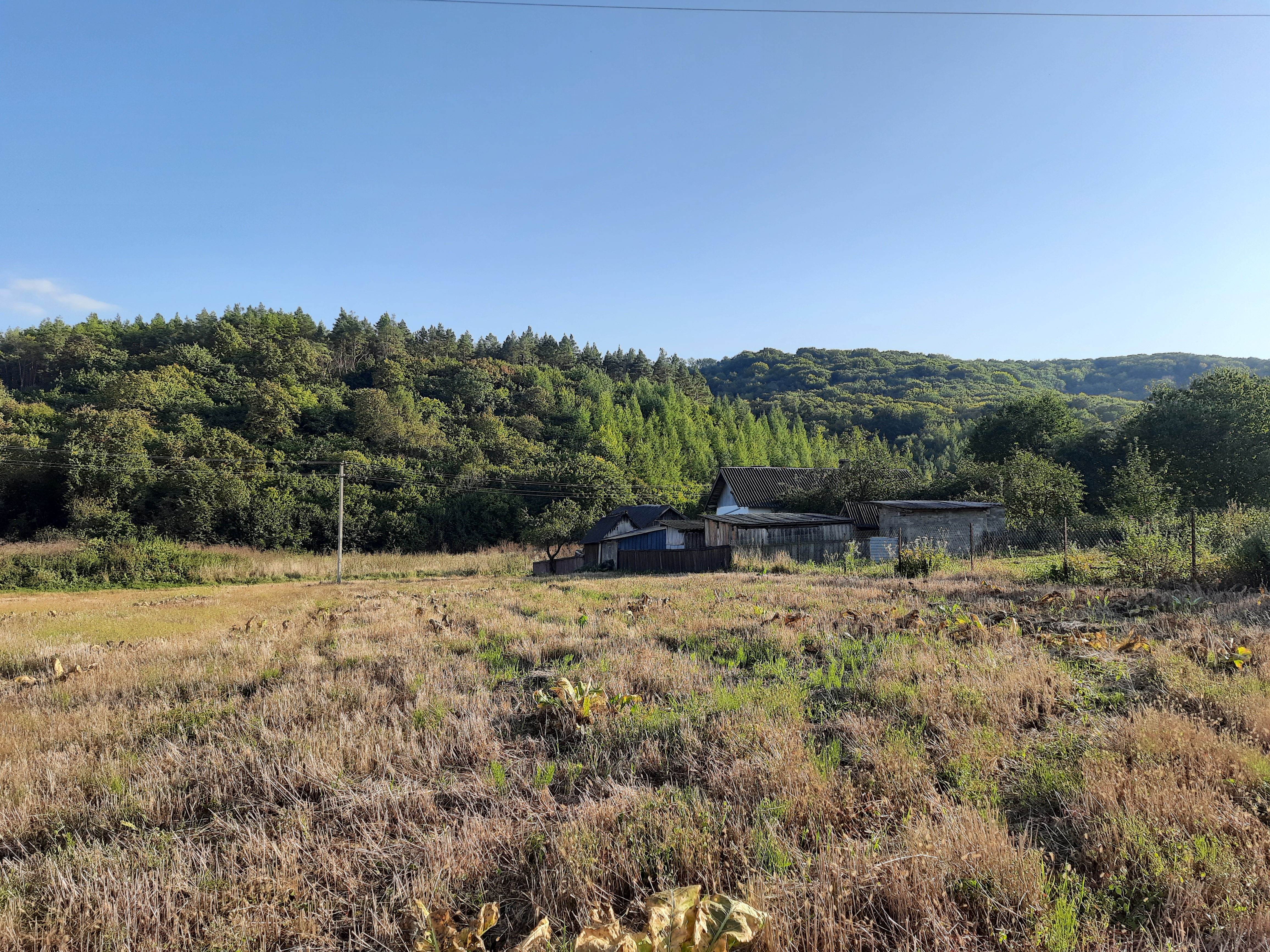
Краєвид біля села